# Rubèola
La rubèola o rosa (rarament anomenada, també, xarampió alemany) és una malaltia causada pel virus de la rubèola. El nom de "rubèola" es deriva del llatí, que significa vermell, d'aquí també el nom de "rosa". El nom de "xarampió alemany" és perquè va ser descrit per primera vegada pels metges alemanys a mitjan segle xviii. Aquesta malaltia sol ser lleu i sovint passa desapercebuda. La malaltia pot durar d'un a tres dies. Els nens es recuperen més ràpidament que els adults.
La infecció de la mare pel virus de la rubèola durant l'embaràs pot ser greu, i si la mare està infectada dins de les primeres 20 setmanes d'embaràs, el nen pot néixer amb la síndrome de rubèola congènita (SRC), que comporta una sèrie de greus malalties incurables. L'avortament espontani ocorre llavors en fins al 20% dels casos.
La rubèola és una infecció comuna de la infantesa en general amb afectació sistèmica mínima, encara que pot ocasionar en els adults una artropatia transitòria. Les complicacions serioses són molt rares. A part dels efectes de la infecció transplacentària del fetus en desenvolupament, la rubèola és una infecció relativament trivial.
La rubèola adquirida (és a dir, no congènita) es transmet a través d'emissió de gotes en l'aire de les vies respiratòries superiors dels casos actius (es poden transmetre amb l'alè de les persones malaltes de rubèola). El virus també pot estar present en l'orina, la femta i en la pell. No hi ha estat de portador: el dipòsit està enterament en els casos humans actius de la malaltia. Té un període d'incubació de 2 a 3 setmanes.
En la majoria de persones, el virus s'elimina ràpidament. No obstant això, pot persistir durant alguns mesos després en nadons amb SRC que hagin sobreviscut. Aquests nens són una font important d'infecció a altres nens i, amb més cura, en els contactes a dones embarassades.

## Transmissió
L'agent responsable és el virus de la rubèola. La malaltia es contrau directament per contacte directe o per l'aire amb secrecions nasofaríngies de persones infectades o a través d'objectes contaminats amb aquestes secrecions. El període d'incubació és de 14 a 21 dies i el període en què una persona malalta en pot contagiar d'altres oscil·la des d'una setmana abans de l'aparició de l'erupció, fins quatre dies després.

## Símptomes
Les criatures, en general, presenten pocs símptomes i poden no notar-los, mentre que els adults poden experimentar febre, dolors musculars i/o articulars, mals de cap, indisposició general i secreció nasal abans de l'aparició de l'erupció cutània. La importància de la rubèola està en la seva transmissió al fetus durant els primers mesos de l'embaràs, cosa que dona lloc a avortaments o a nadons amb la síndrome de la rubèola congènita. També es poden presentar altres símptomes com ara hematomes (molt poc freqüent) o inflamació dels ulls (ulls injectats de sang)

## Diagnòstic
Es pot diagnosticar la rubèola mitjançant una anàlisi de sang per detectar-hi anticossos específics, o de l'exsudat faringi o nasal per a la detecció del virus. L'examen físic que evidencia la presència d'adenopaties retroauriculars (ganglis inflamats de la zona del darrere de les orelles), els dolors articulars i la granissada a la pell també orienten cap al diagnòstic.

## Tractament
La rubèola no té tractament. Els malalts poden prendre paracetamol per reduir la febre i locions antihistamíniques per a la picor. Tampoc no es disposa d'un tractament específic per a la síndrome de la rubèola congènita, i per aquesta raó és tan important la prevenció mitjançant la vaccinació. Als infants amb múltiples problemes relacionats amb aquesta síndrome els cal un tractament precoç per part d'un equip d'experts mèdics. La rubèola sempre requereix dirigir-se als serveis mèdics, però molt especialment si la pateix una dona en edat de procrear que no està segura d'haver estat vaccinada.

## Vaccinació
La rubèola –com el xarampió, la parotiditis, la tos ferina i el tètanus– és una malaltia transmissible que es pot prevenir mitjançant l'administració de vaccins que estan inclosos en el calendari sistemàtic de vaccinacions. El vaccí contra la rubèola es recomana a tots els infants i rutinàriament s'administra als dotze mesos d'edat, i una segona dosi de reforç, als quatre anys. El triple víric és un vaccí segur i efectiu que protegeix contra el xarampió, les galteres i la rubèola.
A les dones en edat de procrear se'ls pot fer un examen de sang per veure si tenen immunitat contra la rubèola. Si no són immunes, han d'evitar quedar embarassades durant 28 dies després de rebre el vaccí. Tot i això, quan excepcionalment ha passat no ha comportat problemes per als nadons. Tampoc no s'ha de vaccinar aquella persona que tingui el sistema immunitari afectat per càncer, corticoesteroides o tractament de radiació.

## Prevenció
Els factors de risc de contagi són no estar vaccinats contra la rubèola i estar exposats al virus. Es pot transmetre la malaltia des d'una setmana abans de l'aparició de l'erupció fins a una setmana després de la seva desaparició. La malaltia és menys contagiosa que el xarampió (xarampió vermell). Després d'una infecció, es té immunitat a la malaltia tota la vida. Les dones embarassades de menys de vint setmanes han d'evitar estar en contacte amb persones afectades de rubèola.